# Luiz Paulo da Moita Lopes
Luiz Paulo da Moita Lopes (Rio de Janeiro, 17 de fevereiro de 1951) é um linguista brasileiro. Professor da Universidade Federal do Rio de Janeiro, é um dos principais nomes da linguística aplicada no Brasil, e suas obras são referência nos cursos de Letras nacional e internacionalmente, em especial na teorização sobre discurso e práticas sociais.
Doutor em Linguística Aplicada pela Universidade de Londres, título conquistado em 1986 sob orientação de Henry Widdowson, a pesquisa de Moita Lopes chega à ciência da linguagem realizada no Brasil como uma das mais repercutidas. Sua produção concentra-se, dentre outros temas, em teoria queer, ideologias linguísticas, fluxo migratório e os fenômenos de linguagem que ocorrem na pós-modernidade.

## Obras
- Global portuguese: linguistic ideologies in late modernity (2018)
- Português no século XXI: cenário geopolítico e sociolinguístico (2013)
- Linguística aplicada na modernidade recente (2013)[8]
- Estudos de identidade: entre saberes e práticas (2011)
- Para além da identidade: fluxos, movimentos e trânsitos (2010)
- Por uma linguística aplicada indisciplinar (2006)
- Identidades fragmentadas: a construção discursiva de raça, gênero e sexualidade em sala de aula (2002)
- Identidades, recortes multi e interdisciplinares (2002)
- Espaços e interfaces da linguística e da linguística aplicada (1995)
- Linguagem, interação e cognição (1994)
- Learner language aspects of error analysis (1983)